# 幹事
幹事（かんじ）とは、あるグループを取りまとめる代表となる個人や法人などをいう。

## 個人
個人のグループでも、忘年会、宴会といった企画・調整等が必要な場合に幹事が立てられることがある。

## ビジネス
複数の企業が合同で事業を行うとき、代表となる社を幹事（社）と称する（銀行団の幹事社や、記者クラブの幹事社など）。また、幹事が複数いる場合、その代表者が「幹事長」「代表幹事」と名乗るケースもある。

## 防衛大学校
防衛大学校においては、学校長の命を受け、学校長を助け、主として、訓練部に関する事項を整理する職として幹事が置かれていたが、令和3年4月1日付をもって「防衛大学校副校長」に職名が変更された。

## 団体の経営幹部
経済同友会などの民間団体の執行部の幹部の名称に幹事を用いるケースがある。なお、経済同友会の最高幹部は「代表幹事」という。
また、政党の選挙や国会対策の指揮を担当する役職名に「幹事長」（自由民主党など）を用いている。なお、民主党の前身に当たる日本新党・新生党では幹事長に当たる役職の名前に「代表幹事」を用いていた。